# ویمپل (سرزمین آلتای)
ویمپل (به لاتین: Vympel) یک منطقهٔ مسکونی در روسیه است که در سرزمین آلتای واقع شده‌است.